# Arsenal VG-33
Die Arsenal VG-33 war ein im Jahre 1939 in Frankreich konstruiertes Jagdflugzeug. Es konnte vor der französischen Kapitulation in der Schlacht um Frankreich nur in geringen Stückzahlen an die Armée de l’air ausgeliefert werden. Aus der Arsenal VG-33 gingen die weiterentwickelten Typen VG-34 bis VG-40, VG-39bis sowie VG-50 hervor.

## Geschichte und Konstruktion
Im Jahre 1936 erließ der Technische Dienst der französischen Luftstreitkräfte eine Spezifikation für ein leichtes Jagdflugzeug in Holzbauweise. Man versprach sich von einer solchen Konstruktion Unabhängigkeit von strategischen Rohstoffen und eine schnelle Produktion großer Stückzahlen. Auf diese Spezifikation folgten drei Konstruktionen: die Typen Bloch MB.700, Caudron C.714 und Arsenal VG-30. Die Buchstabenkombination „VG“ steht für die Namen der Konstrukteure des Arsenal de l’Aéronautique: den Ingenieur Vernisse und den Designer Jean Galtier. Die VG-30 war ein Tiefdecker in klassischer Auslegung und vollständiger Holzbauweise und zeigte eine verblüffende Ähnlichkeit mit dem später entwickelten italienischen Jäger Macchi MC.202. Zunächst wurde darüber nachgedacht, die VG-30 mit einem 12-Zylinder-Boxermotor Potez 12Dc auszustatten, was sich aber als problematisch erwies. Daher entschied man sich für einen 12-Zylinder-Motor vom Typ Hispano-Suiza 12Xcrs. Die Bewaffnung bestand aus einer 20-mm-Kanone des Typs Hispano-Suiza HS.404 in der Propellerwelle sowie vier 7,5-mm-MG des Typs MAC 1934/39. Der Erstflug erfolgte im Oktober 1938. Es ergaben sich erneut Probleme mit dem Antrieb.
Dies führte zu der Entscheidung, zwei weitere Prototypen mit anderen Motoren zu bauen: die VG-31 mit einem Hispano-Suiza 12Y-31 (860 PS / 632 kW), welche erstmals Anfang 1939 flog, und die VG-32, die von einem flüssigkeitsgekühlten 12-Zylinder-Motor Allison V-1710C-15 aus den USA angetrieben wurde und ihren äußerst vielversprechenden Erstflug erst 1940 hatte, bald aber schon von den herannahenden Deutschen erbeutet wurde.
Aus der Variante VG-31 entwickelte man nach kleineren Modifikationen den Prototyp VG-33, welcher vom gleichen Hispano-Suiza 12Y-31-Motor angetrieben wurde. Der Erstflug der VG-33 erfolgte am 25. April 1939 und offenbarte erstaunlich gute Flugeigenschaften sowie eine ansehnliche Höchstgeschwindigkeit des Modells von knapp 560 km/h auf 4500 m Flughöhe, also etwa 30 km/h mehr als beim ohnehin schon vielversprechenden Typ Dewoitine D.520 – und das sogar unter Verwendung einer älteren und um rund 100 PS leistungsschwächeren Motorvariante. Daraufhin wurden umgehend 220 Exemplare des Typs für die Jagdstaffeln der Armée de l’air bestellt. Die Bestellung wurde schon bald auf 1000 erhöht. Bei der Produktion zeigte sich, dass Rumpf und Tragflächen der Flugzeuge mit sehr hoher Geschwindigkeit montiert und zusammengebaut werden konnten. Die Motoren trafen nur sehr langsam ein, so dass zum Zeitpunkt des Waffenstillstands nach der Schlacht um Frankreich etwa 160 quasi schon fertige Flugzeuge auf die Motoren warteten, während bis dahin nur sieben bis zwölf Exemplare (genaue Zahl unklar) an die Streitkräfte ausgeliefert wurden.

## Einsatz
Die ersten fünf fertigen VG-33 wurden zu Erprobungszwecken an die Experimental-Staffel EAA-301 ausgeliefert. Nur zwei Maschinen (Seriennummern 6 und 7) gelangten zu einer einsatzfähigen Jagdstaffel. Erst am 18. Juni 1940 wurde die Groupe de Chasse I/55 mit Stützpunkt in Bordeaux ins Leben gerufen, welche die beiden Flugzeuge erhielt, aber nur noch eine Woche lang Einsätze flog. Nach dem Sieg der Deutschen im Westen übernahm die Luftwaffe die Maschinen und setzte sie wahrscheinlich zu Trainingszwecken ein.
In größeren Stückzahlen wäre die VG-33 und vor allem auch die Nachfolgeversion VG-39bis (s. Weiterentwicklung) mit großer Wahrscheinlichkeit ein harter Gegner der deutschen Luftwaffe geworden, vergleichbar mit der Supermarine Spitfire, der Jakowlew Jak-1 oder darauf basierender Weiterentwicklungen. Wie so viele französische Konstruktionen aus der Vorkriegszeit kam aber auch diese zu spät.

## Weiterentwicklung
Auf dem Typ VG-33 basierten Weiterentwicklungen, welche sich von ihm durch unterschiedliche stärkere Motoren unterschieden.
In die VG-34 wurde der neuere Hispano-Suiza 12Y-45 (935 PS / 688 kW) eingebaut. Die Variante VG-35 erhielt den noch stärkeren HS 12Y-51 (1000 PS / 735 kW) und in den Typ VG-36 wurde zusätzlich noch eine neue, stromliniengeformte Radiator-Wanne eingebaut. Von jeder Version wurde ein Prototyp gebaut und ab Anfang 1940 getestet.
Auf dem Papier entstanden zudem die VG-37, eine Langstreckenversion der VG-36, und die VG-38 mit einem Hispano-Suiza 12Y-77 Motor. Von diesen Varianten wurden keine Exemplare gebaut.
Bei der VG-39 wurden der Bug und der Propeller überarbeitet, so dass das Flugzeug bessere Stromlinieneigenschaften bekam. Sie erhielt außerdem den 1280 PS (942 kW) starken Motor Hispano-Suiza 12Y-89ter und erreichte damit sogar mit zwei zusätzlichen MG eine beachtliche Höchstgeschwindigkeit von 655 km/h. In der geplanten Serienversion VG-39bis sollte sogar ein noch stärkerer Hispano-Suiza 12Z-17 mit 1600 PS (1177 kW) und das verbesserte Kühlerdesign der VG-36 verwendet werden. Die Produktion wurde aber nie in Gang gesetzt.
Die Variante VG-39bis führte noch zu den beiden Reißbrettentwicklungen VG-40 mit einem Rolls-Royce Merlin III und VG-50 mit einem US-amerikanischen Allison V-1710-39.
| Kenngröße             | Arsenal VG-33                                            | Weiterentwicklung Arsenal VG-39                          |
| --------------------- | -------------------------------------------------------- | -------------------------------------------------------- |
| Besatzung             | 1                                                        | 1                                                        |
| Länge                 | 8,55 m                                                   | 8,81 m                                                   |
| Spannweite            | 10,80 m                                                  | 10,80 m                                                  |
| Höhe                  | 3,31 m                                                   | 3,31 m                                                   |
| Flügelfläche          | 15,07 m²                                                 | 15,07 m²                                                 |
| Flügelstreckung       | 7,7                                                      | 7,7                                                      |
| Leermasse             | 2050 kg                                                  | ≈2000 kg                                                 |
| Startmasse            | 2896 kg                                                  | ≈3000 kg                                                 |
| Höchstgeschwindigkeit | 558 km/h in 5200 m Höhe                                  | 625 km/h in 5700 m Höhe                                  |
| Steigrate             |                                                          | 16,7 m/s                                                 |
| Dienstgipfelhöhe      | 11.000 m                                                 | 11.000 m                                                 |
| Reichweite            | 1200 km                                                  | 1200 km                                                  |
| Triebwerke            | 1 × Hispano-Suiza 12Y-31, 860 PS (643 kW)                | 1 × Hispano-Suiza 12Y-89ter, 1280 PS (942 kW)            |
| Bewaffnung            | 4 × MG MAC 1934/39 1 × 20-mm-Kanone Hispano-Suiza HS.404 | 6 × MG MAC 1934/39 1 × 20-mm-Kanone Hispano-Suiza HS.404 |

## Einsatzländer
- Frankreich